# Alberto Górriz
Alberto Górriz Echarte (født 16. februar 1958 i Irun, Spanien) er en tidligere spansk fodboldspiller, der spillede som midterforsvarer. Han spillede på klubplan hele sin karriere, mellem 1977 og 1993, hos Real Sociedad i La Liga. Her var han med til at vinde to spanske mesterskaber og en Copa del Rey-titel.
Górriz spillede desuden, mellem 1988 og 1990, 12 kampe for Spaniens landshold, hvori han scorede ét mål. Han debuterede for holdet 16. november 1988 i et opgør mod Irland, og var en del af den spanske trup til VM i 1990 i Italien.

## Titler
La Liga
- 1981 og 1982 med Real Sociedad

Copa del Rey
- 1987 med Real Sociedad

Supercopa de España
- 1982 med Real Sociedad